# Pinie
Die Pinie (Pinus pinea), auch Italienische Steinkiefer, Mittelmeer-Kiefer oder Schirm-Kiefer, früher auch Pinienfichte, genannt, ist eine Pflanzenart, die zur Gattung der Kiefern (Pinus) aus der Familie der Kieferngewächse (Pinaceae) gehört. Sie kommt im nördlichen Mittelmeerraum vor und wird zwischen 200 und 250 Jahre alt. Die Samen, die auch Pinienkerne genannt werden, sind (geschält) essbar.
Die Bezeichnung Pinie leitet sich ab von lateinisch Pinea (für „Pinie“); lateinisch früher Pinus major.

## Beschreibung

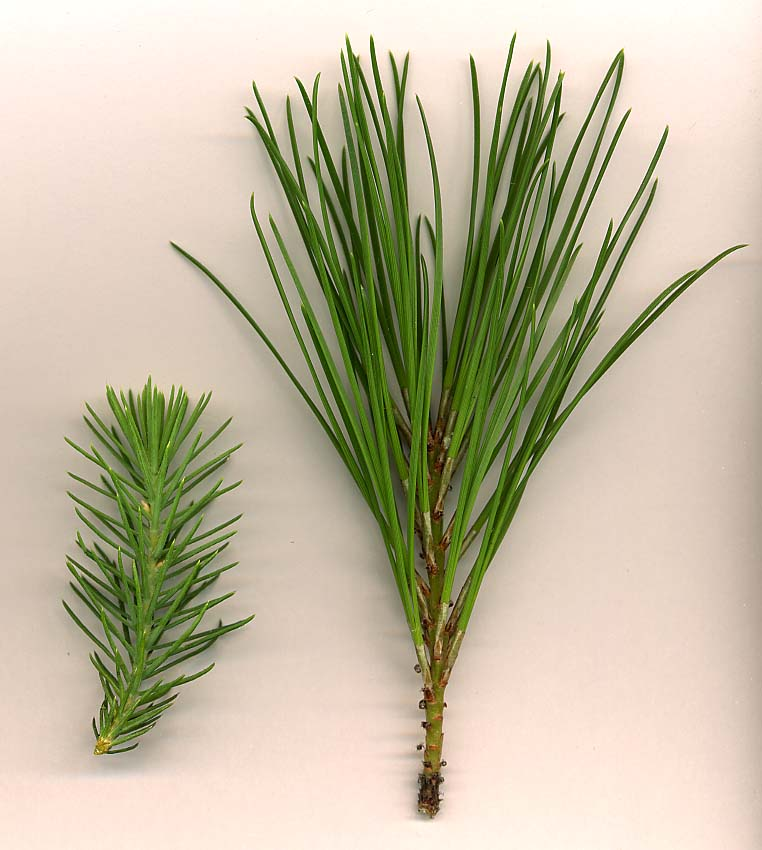
Pinienzweige, links von einer jungen Pflanze, rechts von einer älteren Pflanze

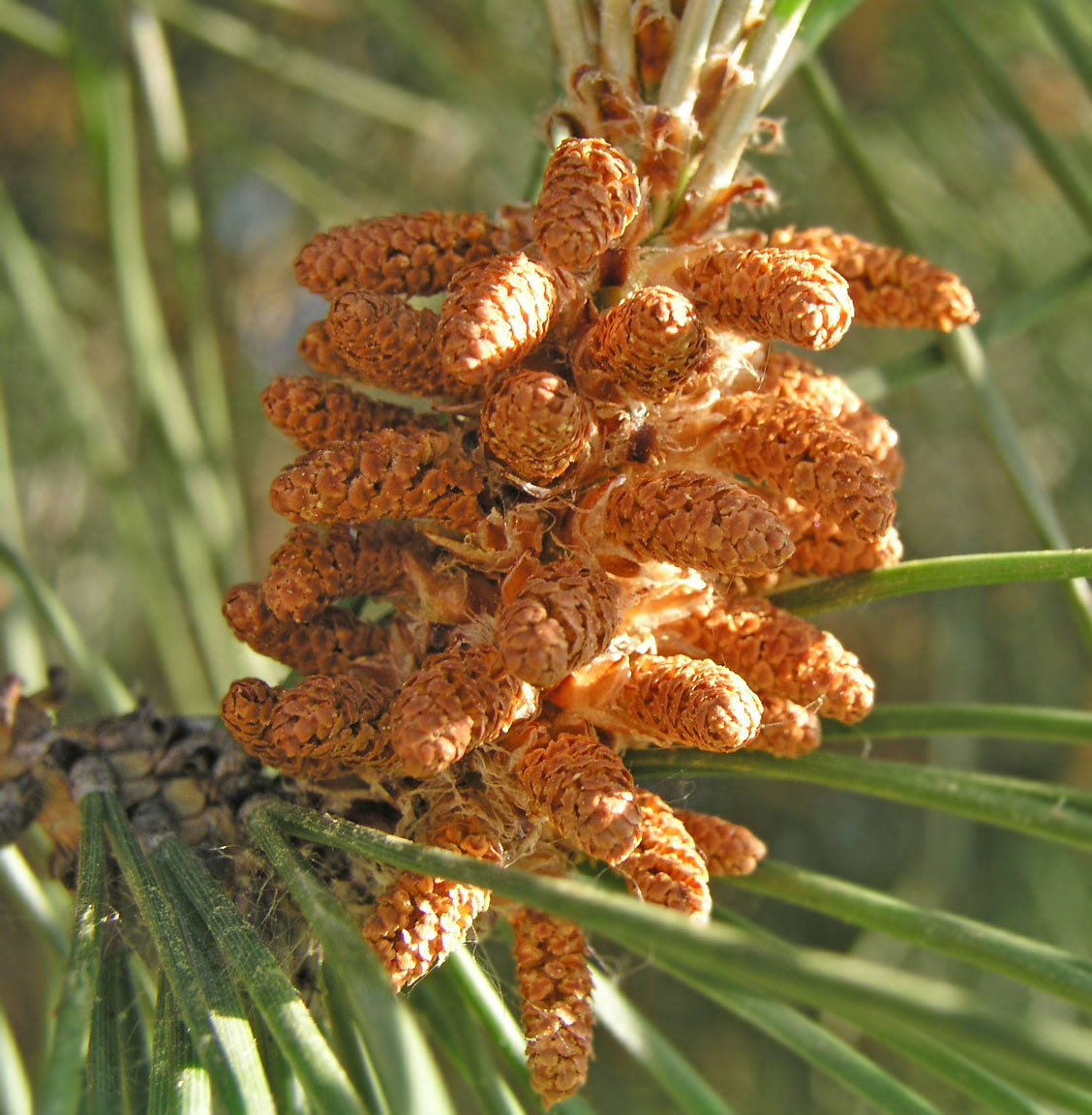
Männliche Blütenzapfen

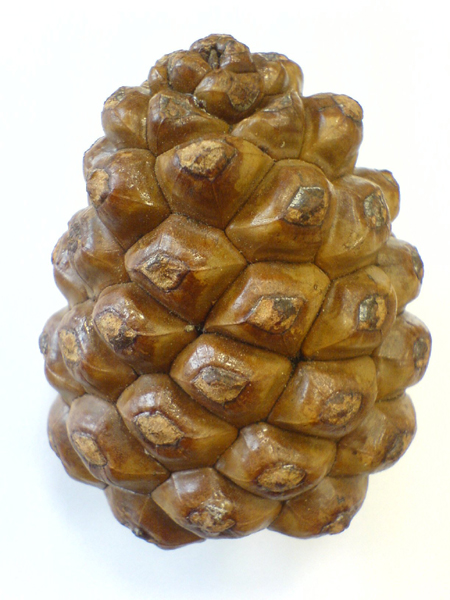
Reifer, geschlossener Zapfen

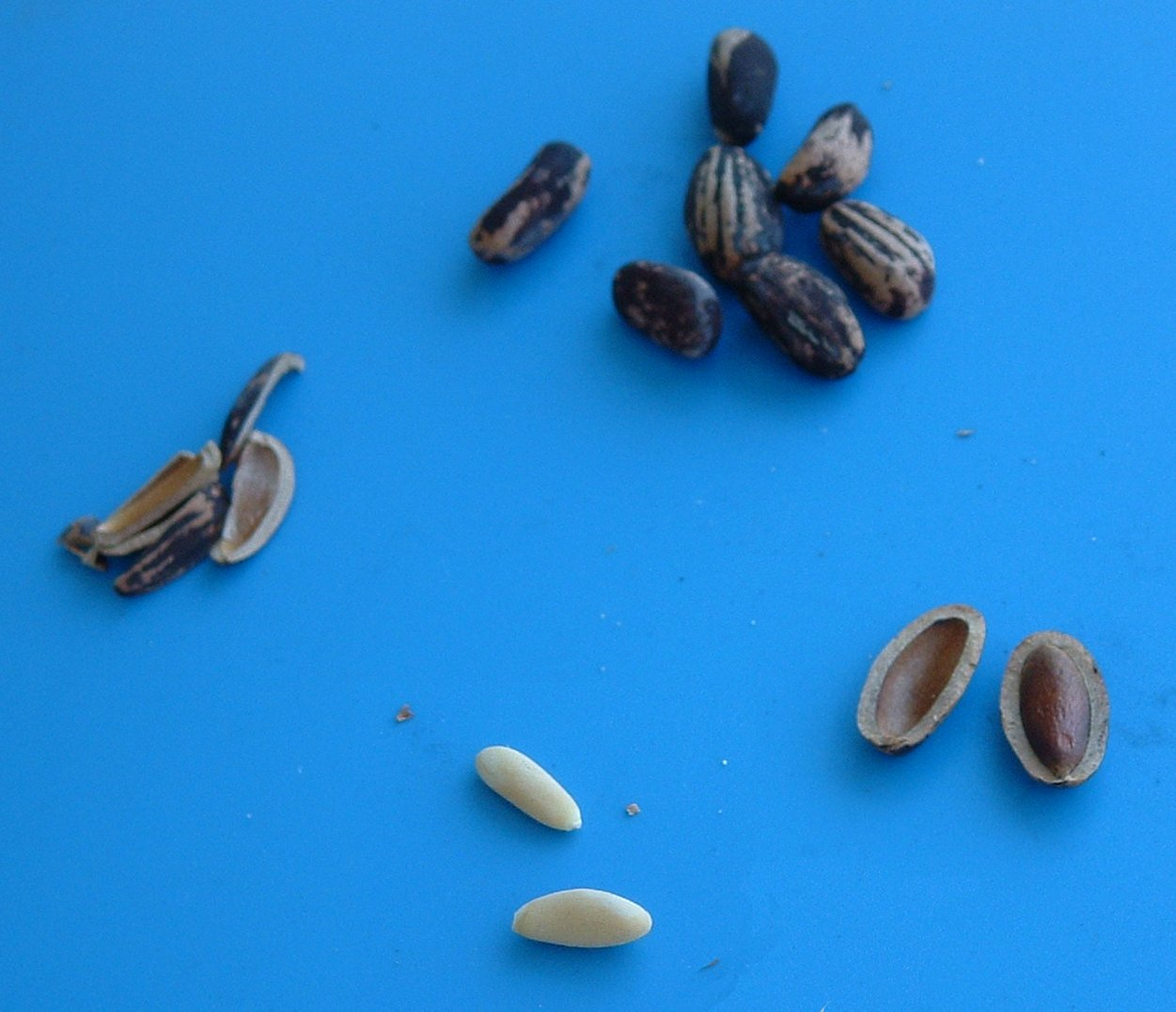
Ungeschälte Samen (hinten) und geschälte Samen (vorne)

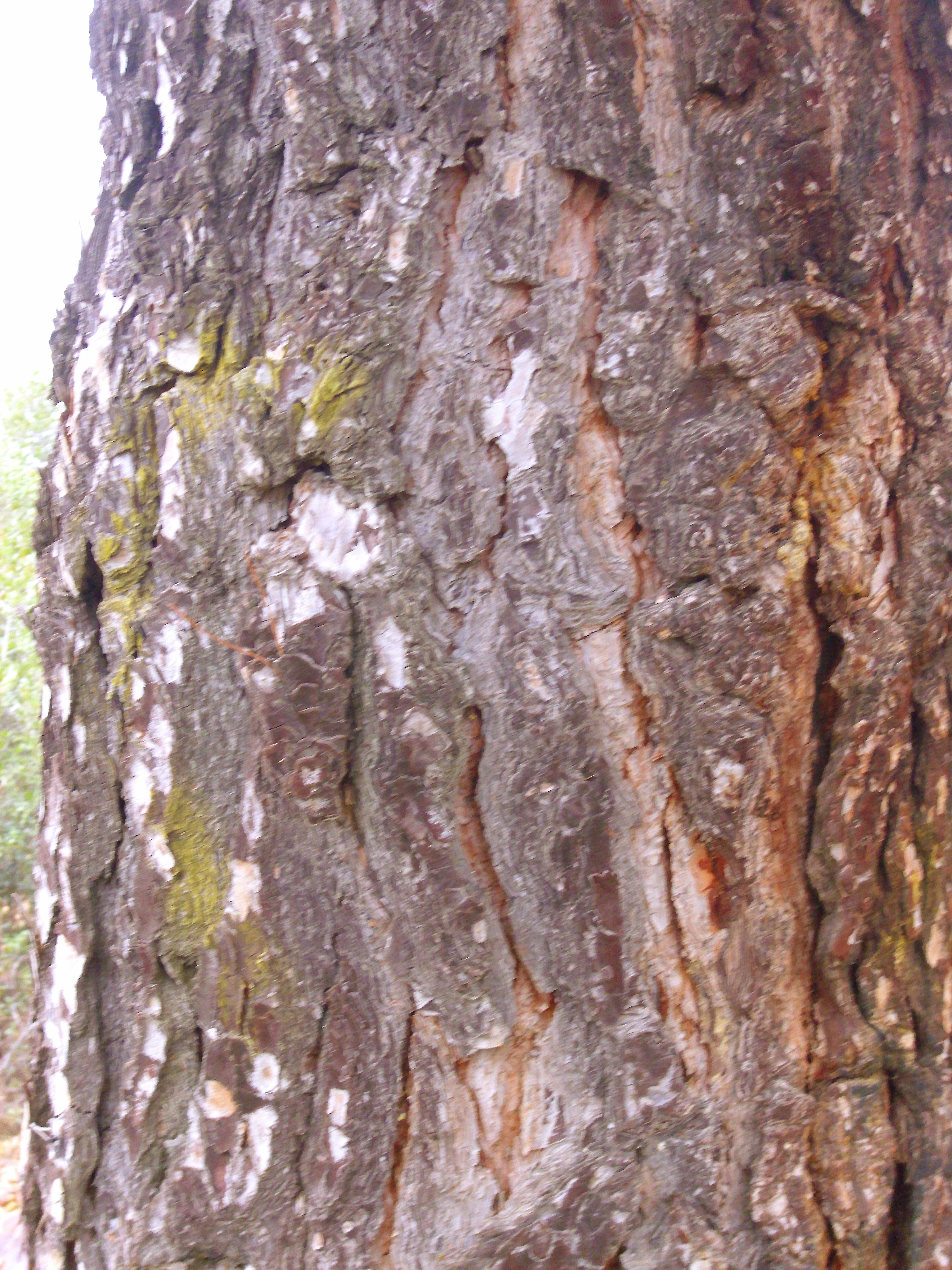
Borke eines alten Baums

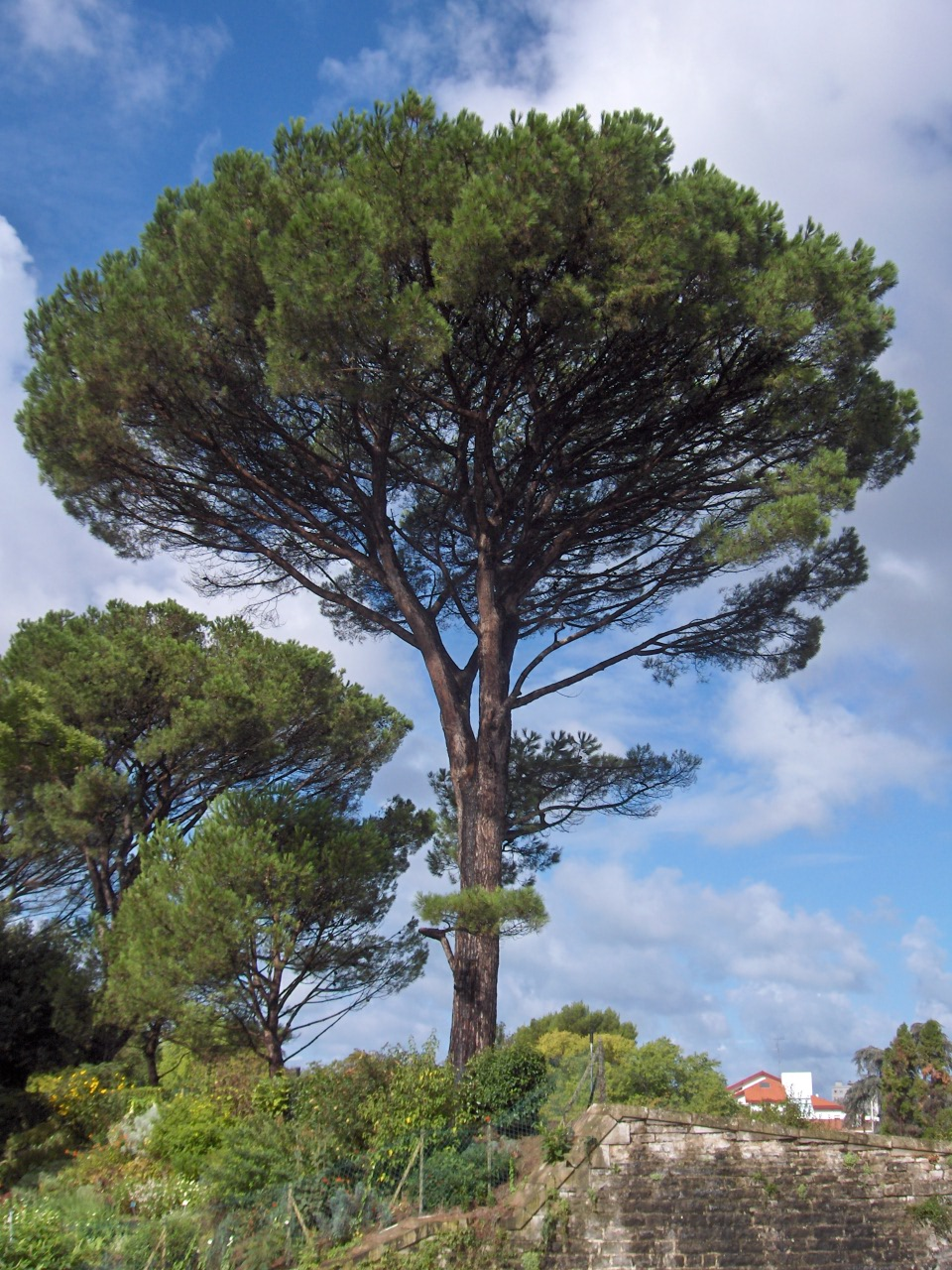
Habitus

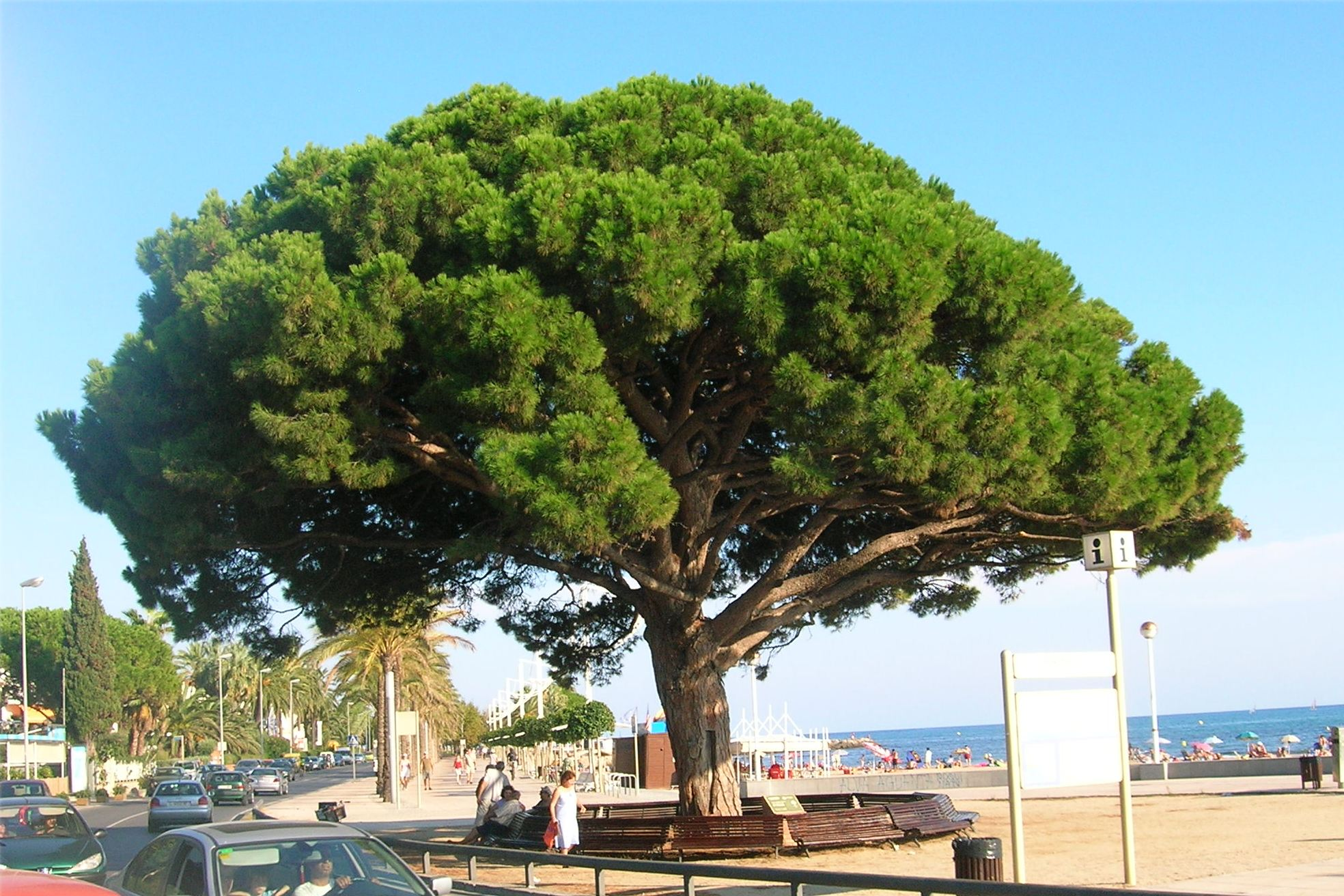
Habitus

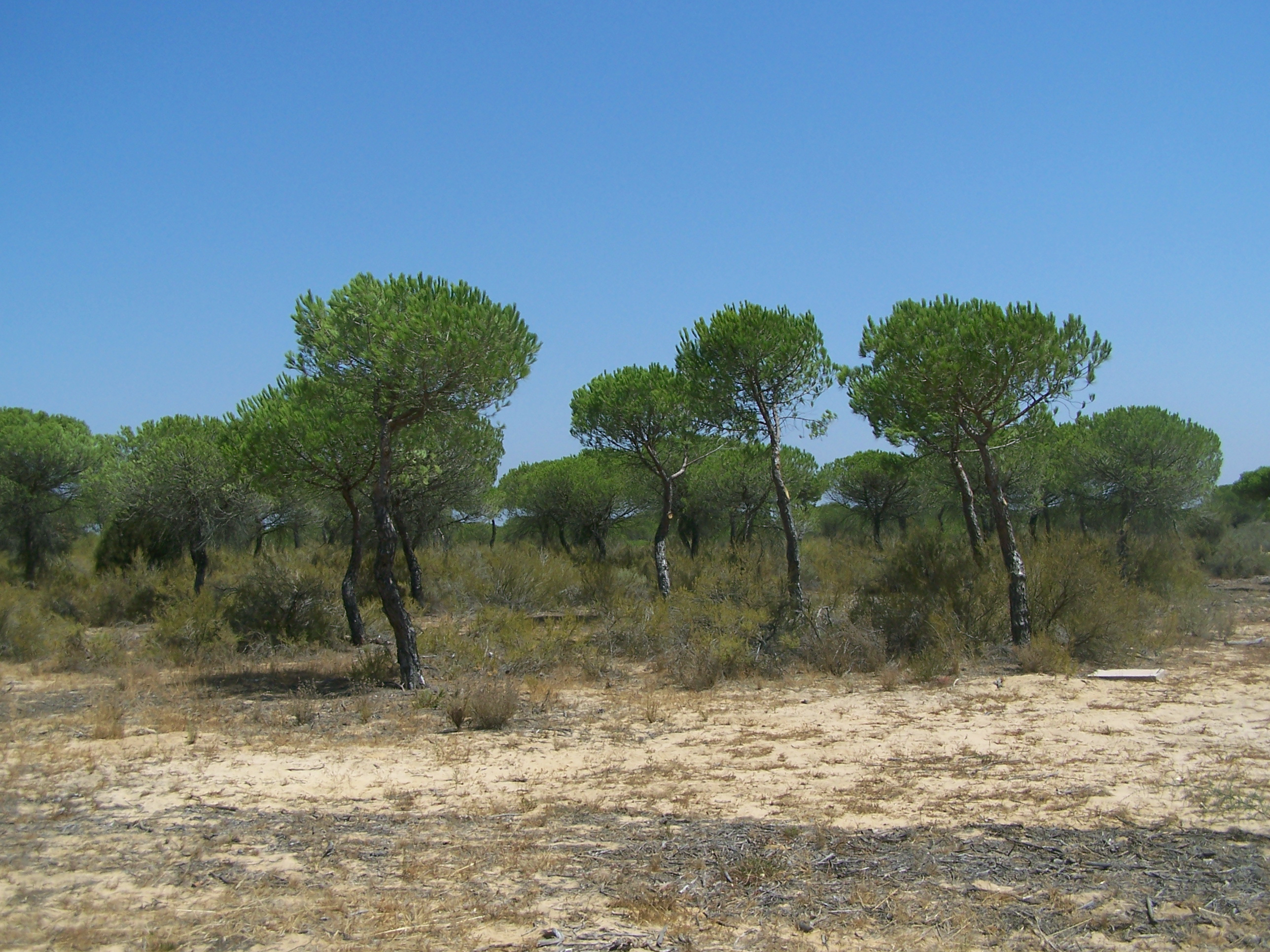
Pinien an der Coto Doñana

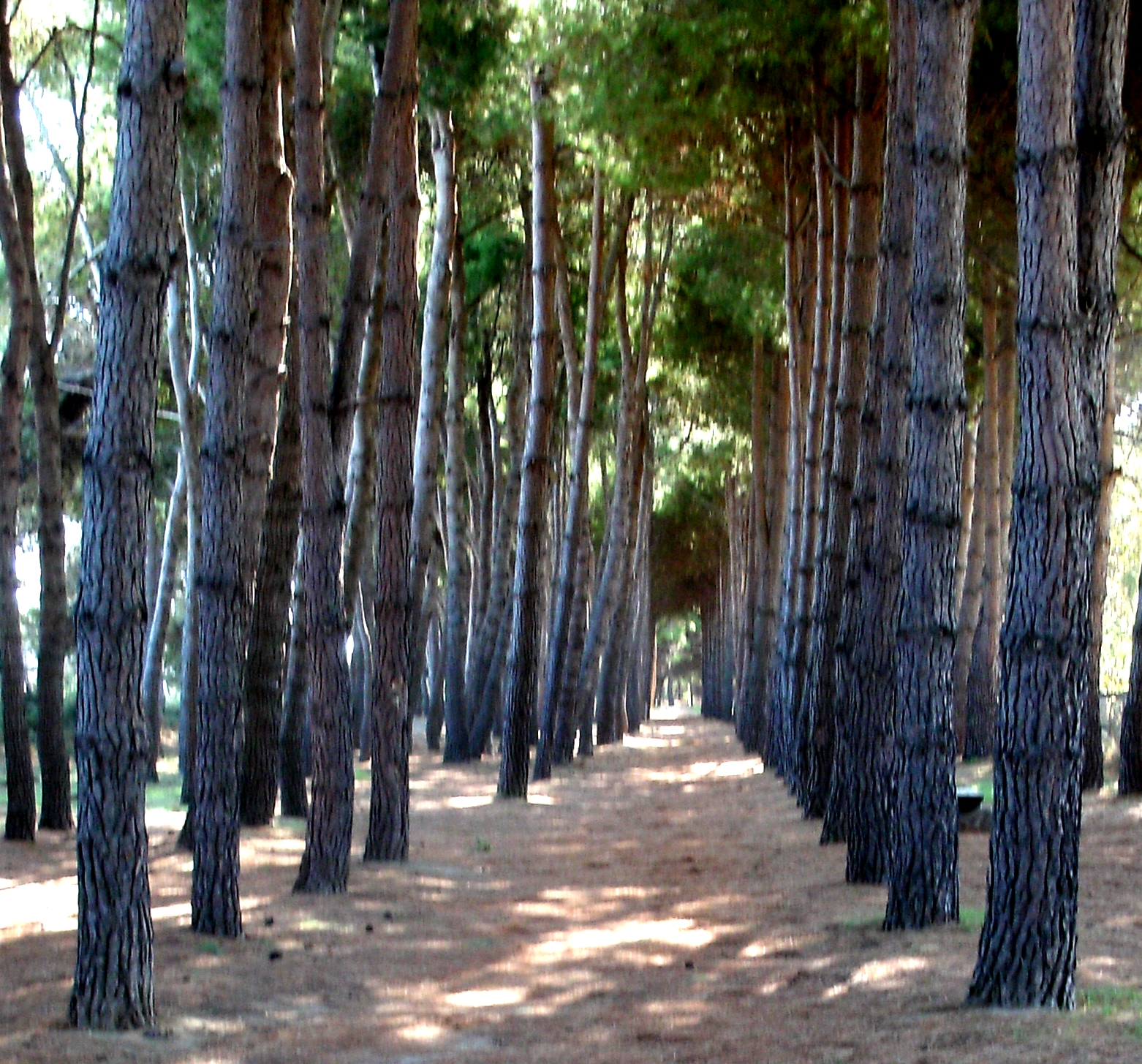
Pinienhain in Pineto (Provinz Teramo in der Region Abruzzen) mit deutlich erkennbarer Astreinigung der Stämme

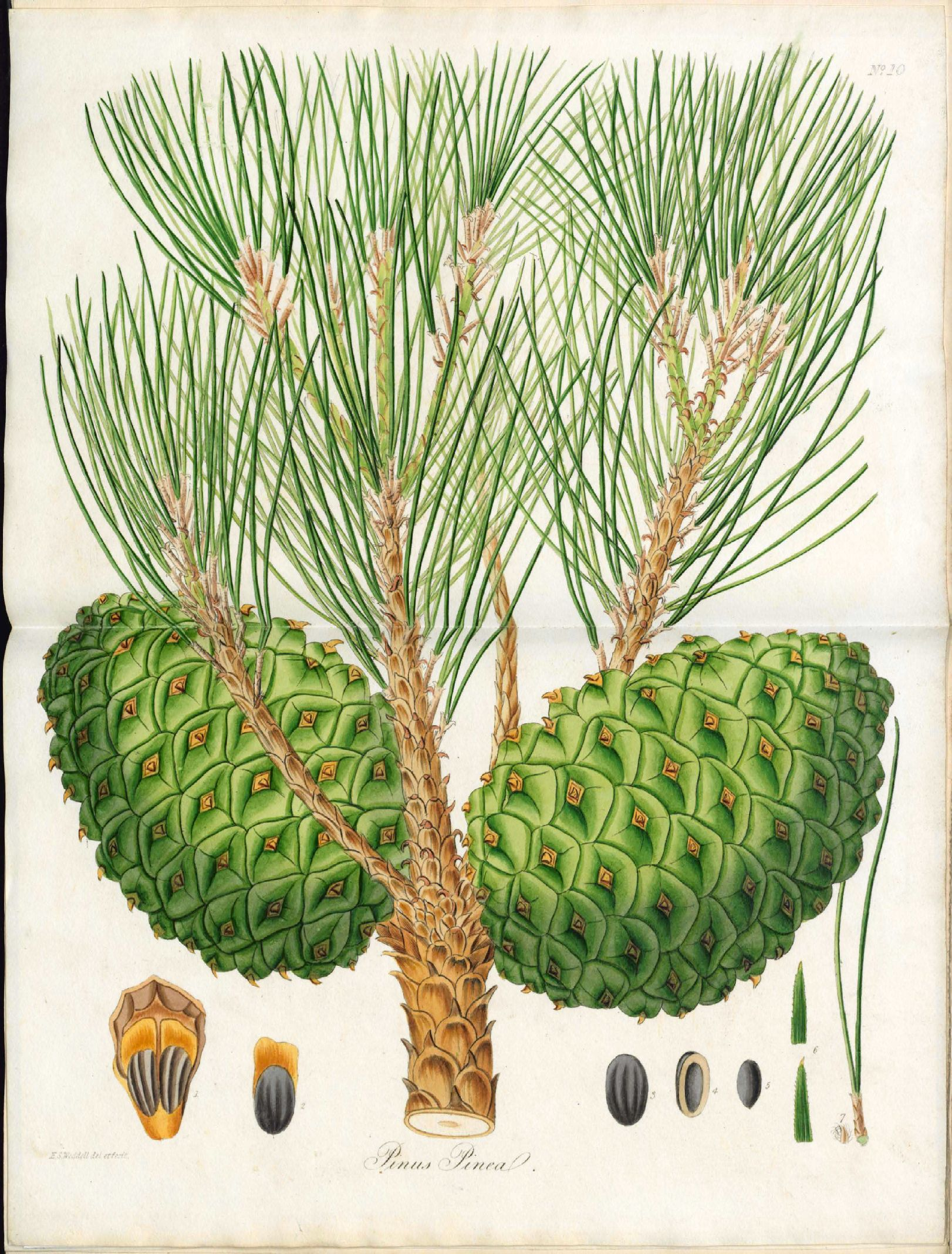
Illustration aus Pinetum woburnense- or, a catalogue of coniferous plants, in the collection of the Duke of Bedford, at Woburn Abbey; systematically arranged. - DPLA - at Woburn Abbey; systematically arranged. - DPLA, S. 60

### Habitus
Die Pinie wächst als Baum, der Wuchshöhen von 25 bis 30 Metern und Brusthöhendurchmesser von bis zu 1,9 Meter erreichen kann. Der Stamm ist zylindrisch geformt und bildet häufig Zwiesel aus. Die Äste sind wirtelig angeordnet und bogig aufwärts gerichtet. Sowohl bei freistehenden Bäumen als auch im Bestand herrscht eine konsequente Astreinigung des Stammes vor. Die Krone ist bis zum 25. oder 30. Lebensjahr eher rundlich. Die typische pyramidale Schirmform wird erst mit einem Alter von rund 50 Jahren angenommen. Mit zunehmendem Alter flacht sie immer mehr ab. Seitentriebe werden nur an der Sprossspitze gebildet. Die Bildung von Johannistrieben findet nur selten statt.

### Knospen und Nadeln
Die zylindrischen Winterknospen werden rund einen Zentimeter lang und sind harzfrei. Die weiß gesäumten Knospenschuppen sind etwas zurückgeschlagen.
Die leicht gebogenen, hellgrünen Nadeln werden 8 bis 20 Zentimeter lang und 1,5 bis 2 Millimeter breit. Sie stehen meist zu zweit, selten zu dritt, an Kurztrieben. Die Nadelscheide wird rund 12 Millimeter lang. Die Nadelspitze ist spitz und meist gelblich gefärbt. Die Nadelränder sind fein gesägt. Im Querschnitt sind zwei Harzkanäle zu erkennen, die auch fehlen können. Auf jeder Nadelseite befinden sich Spaltöffnungen. Die Vorhöfe dieser Spaltöffnungen sind mit stäbchenförmigen Wachspartikeln gefüllt. Die Nadeln verbleiben zwei bis vier Jahre am Baum. Alte Nadeln werden im Sommer abgestoßen und bilden eine dicke Streuschicht am Boden, die nur langsam abgebaut wird und leicht zu entzünden ist. Ende April bis Anfang Mai beginnt der Neuaustrieb der Nadeln, die im Herbst desselben Jahres ihre volle Größe erreichen.

### Blüten, Zapfen und Samen
Die Pinie ist einhäusig-getrenntgeschlechtig (monözisch) und beginnt in einem Alter von 15 bis 20 Jahren mit der Samenproduktion. Die männlichen Blütenzapfen werden statt benadelter Kurztriebe an der Basis von diesjährigen Langtrieben im unteren Kronenbereich gebildet. Sie sind gelb und stäuben meist im Mai. Die weiblichen Blütenzapfen bilden sich unterhalb der Triebspitze von diesjährigen Langtrieben im oberen Kronenbereich. Sie sind eiförmig, rötlich-braun gefärbt und werden rund einen Zentimeter lang. Sie sitzen entweder direkt auf dem Langtrieb auf oder sind kurz gestielt. Zwei Jahre nach der Bestäubung sind die Zapfen 8 bis 16 Zentimeter lang und 7 bis 10 Zentimeter dick. Ihre Färbung ist grünlich, sie weisen eine rote Riffelung auf. Auf jeder der relativ großen Zapfenschuppen befinden sich zwei Samen, die erst, anders als bei den meisten Kiefernarten, im Herbst des dritten Jahres reifen. Grund für diese späte Reifung der Samen ist die späte Befruchtung, die erst rund 24 Monate nach der Bestäubung stattfindet. Die Entlassung der Samen erfolgt im darauf folgenden Frühjahr. Die hartschaligen Samen sind essbar und werden 15 bis 20 Millimeter lang und 7 bis 11 Millimeter breit. Ein Samenflügel ist nur rudimentär ausgebildet. Das Tausendkorngewicht liegt zwischen 500 und 1100 Gramm. Die Keimlinge besitzen zehn bis zwölf Keimblätter (Kotyledonen).

### Chromosomenzahl
Die Chromosomenzahl beträgt 2n = 24.

### Wurzelsystem
Sämlinge bilden bereits im ersten Jahr eine Pfahlwurzel mit nur wenigen Seitenwurzeln aus. Später werden vor allem in den oberen Bodenschichten Seitenwurzeln gebildet. Die Pfahlwurzel dringt selbst auf Sandböden nicht tiefer als 80 bis 180 Zentimeter vor. Es treten häufig Wurzelverwachsungen mit benachbarten Bäumen auf. Die Pinie bildet eine Ektomykorrhiza aus, was ihre Fähigkeit zur Aufnahme von Phosphor und die Wuchsbedingungen auf nährstoffarmen Standorten verbessert und sie toleranter gegenüber Kalk macht. Als Mykorrhiza-Partner treten vor allem der Tonblasse Fälbling (Hebeloma crustuliniforme), Flockigstieliger Rettich-Fälbling (Hebeloma sinapizans), der Rötliche Lacktrichterling (Laccaria laccata), der Kahle Krempling (Paxillus involutus), der Körnchenröhrling (Suillus granulatus) sowie Tuber albidum auf.

### Rinde
Die Rinde von bis zu fünf Jahre alten Bäumen ist glatt und aschgrau. Ältere Bäume haben eine Borke, die aus relativ großen, rötlich-grauen, durch tiefe Längsrisse getrennte Platten besteht. Die innere Rinde ist zimtfarben. Die Rinde der Zweige ist kahl, anfangs grün und verfärbten sich später gelblich-grün.

### Holz
Das schwere und harzreiche Holz besteht aus einem weißlichen bis rosafarbenen Splint, der einen gelbroten Kern umschließt. Die Jahresringe sind wie die Übergänge zwischen Früh- und Spätholz und die regelmäßig verteilten Holzstrahlen gut erkennbar. Es treten häufig falsche Jahresringe auf. Vor allem im Spätholz findet man zahlreiche, relativ große Harzkanäle. Pinienholz ist von relativ grober Textur und wenig dauerhaft.
| Kenngröße            | Wert      | Einheit |
| -------------------- | --------- | ------- |
| Rohdichte (r12)      | 450 – 870 | kg/m³   |
| Elastizitätsmodul    | 135.000   | kg/cm²  |
| Druckfestigkeit      | 410       | kg/cm²  |
| Scherfestigkeit      | 70        | kg/cm²  |
| Biegefestigkeit      | 830       | kg/cm²  |
| Schwindung (Volumen) | 10,8      | %       |

## Häufige Verwechslung
In den Medien (Fernsehen, Bildbände, Internet) wird die Pinie (lateinisch Pinus pinea, englisch Stone Pine) teilweise mit der im Mittelmeerraum dominierenden Aleppo-Kiefer (lateinisch Pinus halepensis, englisch Aleppo Pine) verwechselt. Auch die englische Bezeichnung des Gattungsnamens „Kiefer“, pine, wird meist fälschlicherweise mit Pinie übersetzt.

## Verbreitung und Standort
Das natürliche Verbreitungsgebiet der Pinie befindet sich im nördlichen Mittelmeerraum und erstreckt sich von der Iberischen Halbinsel bis nach Anatolien. Vermutlich sind auch einige Bestände an der Küste des Schwarzen Meeres natürlichen Ursprungs. Vor allem in Anatolien, Italien und Spanien wurde die Art so häufig angepflanzt, dass es schwierig zu sagen ist, welche Bestände künstlich und welche natürlich entstanden sind. Rikli nimmt an, dass die Art ursprünglich von der Iberischen Halbinsel stammt und später durch den Menschen verbreitet wurde. Pavari nennt die Monti Peloritani auf Sizilien als ursprüngliche Heimat, während laut Parlatore dies auf Kreta zutrifft. Im Mittelmeerraum gibt es Fundortangaben für Portugal, Spanien, die Balearen, Frankreich, Italien, Sardinien, Sizilien, Kroatien, Montenegro, Albanien, Nordmazedonien, Griechenland, Zypern, den asiatischen Teil der Türkei, Syrien und den Libanon.
Die Pinie ist eine Wärme liebende Lichtbaumart, die vor allem ozeanisch geprägte Regionen besiedelt und als sehr dürreresistent gilt. Die Jahresniederschläge betragen je nach Region 400 bis 800 mm und sind nicht gleichmäßig über das Jahr verteilt, es können Sommertrockenheiten von 2 bis 6 Monaten auftreten. Die Höchsttemperaturen liegen über 30 °C und die Tiefsttemperaturen unterschreiten nur selten 0 °C. Man findet die Pinie von der Küste bis in Höhen von 1000 Metern vor. An die Qualität des Bodens werden nur geringe Ansprüche gestellt. Es werden frische, schwach saure oder saure Sande als Standort bevorzugt. Kalkhaltige Substrate, sowie reine Kalkböden, werden toleriert. Die Art verträgt einen pH-Wert von 4 bis 9. Salzhaltige Substrate sowie vernässte Standorte werden gemieden.
Die Pinie kommt sowohl in Rein- als auch in Mischbeständen vor. Reinbestände sind immer künstlich angelegt und weisen praktisch keinen Unterwuchs auf. Wird bei den Reinbeständen die Bewirtschaftung und die Pflege eingestellt, wandeln sie sich allmählich zu Mischbeständen um. Mischbestände bildet die Art häufig mit der See-Kiefer (Pinus pinaster), der Steineiche (Quercus ilex), der Flaumeiche (Quercus pubescens) sowie mit anderen mediterranen und submediterranen Hartlaubgewächsen.

## Krankheiten und Schädlinge
Unter den abiotischen Schadfaktoren spielen Kälte, Schneebruch, Waldbrände und Windwurf die größte Rolle. Vor allem bei hoher Luftfeuchte reagiert die Pinie empfindlich auf tiefe Temperaturen. Bei geringer Luftfeuchte übersteht sie Temperaturen von bis zu −25 °C ohne ernsthafte Schädigungen. Besonders bei Nassschnee können Astbrüche auftreten. Windwürfe kommen vor allem in Altbeständen aufgrund der flachstreichenden Wurzeln vor. Ein hoher Grundwasserspiegel sowie Wurzelfäule fördern die Gefahr. Wegen des hohen Harzgehaltes des Holzes ist die Pinie vor allem im Sommer waldbrandgefährdet. Ein Wipfelfeuer wird meist durch den fehlenden Bodenwuchs und die hoch ansetzende Krone verhindert. Die Pinie reagiert außerdem empfindlich auf Immissionen und Detergentien, die vor allem die Nadeln schädigen. Eine Komplexkrankheit, die wahrscheinlich durch Trockenheit, Immissionen und anderen Faktoren ausgelöst wird führt zu Nadelbräunungen und -verlusten, die an der Kronenbasis beginnen und immer weiter zur Spitze fortschreiten.
Der Wurzelschwamm (Heterobasidion annosum) kann bei der Pinie pathogen auftreten und zu Lücken im Bestand führen. Frische Maitriebe werden vom Kieferndrehrost (Melampsora populnea) befallen, der Triebverkrümmungen hervorruft. Der Rostpilz Cronartium flaccidum, der Erreger des Kienzopfes, befällt die Rinde der im Mittelalter auch kinboum  genannten Pinie.
Der Pinien-Prozessionsspinner (Traumatocampa pityocampa) hat unter den Schadinsekten die größte Bedeutung. Die Raupen überwintern in auffälligen Nestern im Kronenbereich. Nachdem die Raupen diese Nester im Frühjahr verlassen, beginnen sie an den Nadeln zu fressen. Ein Befall führt selten zum Absterben eines Baumes selbst wenn die Nadelverluste hoch sind. Der Falter kann erfolgreich durch die Entfernung oder Beschädigung der Raupennester sowie mit Hilfe von Bacillus thuringiensis bekämpft werden.
Der Kieferntriebwickler (Rhyacionia buoliana) bohrt Löcher in die Knospen, um dort zu überwintern. Der daraus austreibende Maitrieb wird ausgehöhlt und stirbt ab oder knickt um.
Der Borkenkäfer Tomicus destruens lebt in Gängen in der Rinde, die bis zum Kambium reichen. Durch den Befall geschwächte Äste können bei Regen oder Wind abbrechen. Ein Befall ist durch viele kleine Anschwellungen sowie anhand von gelblich-roten Harztropfen auf der Rinde erkennbar.
Der Kiefernkulturrüssler (Pissodes castaneus) befällt in Jungkulturen vor allem geschwächte Bäume. Die ausgewachsenen Käfer nagen Löcher in die Rinde.

## Nutzung

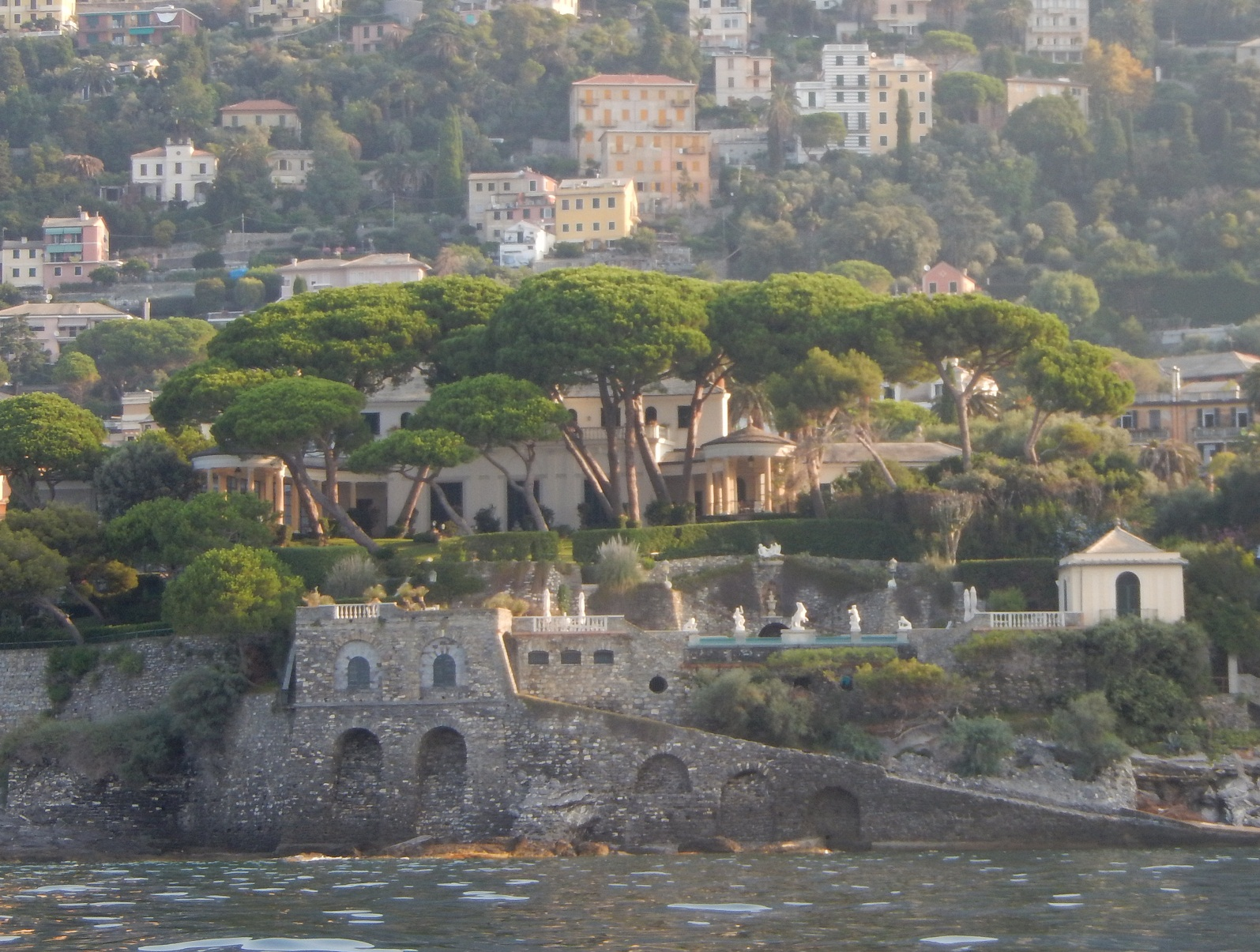
Schirmkiefern zur Beschattung der Villa Necchi in Nervi bei Genua, Italien

Die größte wirtschaftliche Bedeutung haben die Samen, die so genannten Pinienkerne. Ein Baum liefert je nach Standort zwischen 10 und über 60 Kilogramm Samen. Diese werden geschält und finden Verwendung in der Nahrungsmittel- und Süßwarenindustrie. Die leeren Zapfen und Samenschalen stellen ein begehrtes Brennmaterial dar. Aufgrund der Samen wurde die Art bereits in der Antike kultiviert. 
Das wenig dauerhafte Pinienholz wird häufig von Insekten und Pilzen befallen. Anders als das Holz anderer Koniferenarten nimmt die Qualität und Dichte des Pinienholzes mit steigender Jahresringbreite zu. Es wird vor allem als Bau- und Möbelholz und zur Herstellung von Masten verwendet. Für Schnitzereiarbeiten ist es aufgrund des hohen Harzgehaltes nur bedingt geeignet. 
Die Pinie wird auch gerne zur Beschattung und Begrünung von Villen, Zelt- und Rastplätzen angebaut (siehe auch Photo der Villa Necchi in Nervi nebenan). Die Schirmform hat den Vorteil, dass der Baum im Sommer einen relativ großen Schatten wirft, bei niederstehender Sonne und geringeren Temperaturen zumal im Winter die Sonnenstrahlen aber unter seiner Krone zu Fassaden oder Aufenthaltsplätzen durchkommen und wärmen. 
Die Rinde findet Verwendung als Rindenmulch.

## Systematik
Die Erstveröffentlichung von Pinus pinea erfolgte 1753 durch Carl von Linné in Species Plantarum, Tomus II, S. 1000.
Die Art Pinus pinea gehört zur Subsektion Pinaster der Sektion Pinus in der Untergattung Pinus innerhalb der Gattung der Pinus. Sie gilt als genetisch weitgehend uniform und Kreuzungsversuche mit anderen Kiefernarten schlugen fehl.
Je nach Autor gibt es etwa zwei Varietäten bekannt:
- Pinus pinea var. fragilis Duhamel hat kleine Samen mit weichen Samenschalen, die mit einem schwarzen, nur schwer zu entfernenden Belag bedeckt sind. Die Weichschaligkeit dieser Varietät findet bereits in der Naturalis historia von Plinius dem Älteren Erwähnung und wird rezessiv vererbt.[7]
- Pinus pinea L. var. pinea

## Symbolik
Im Christentum gilt die Pinie als Lebensbaum und ihre Zapfen gelten als Symbole der Auferstehung und der Unsterblichkeit. Diese Symbolik wurde aus den antiken Kulten der Isis, des Dionysos sowie der Kybele übernommen. Die Römer schmückten in den mitteleuropäischen Provinzen Pfeilergräber mit den Zapfen. Außerdem soll er das Symbol der Göttin Cisa sein. Das Symbol des Zapfens schmückt das Wappen der Stadt Augsburg und wird häufig auch Zirbelnuss genannt.
Ein vergoldeter Pinienzapfen ziert das Dach des Elisenbrunnens in Aachen.